# Arnprior
Arnprior est une ville du comté de Renfrew en Ontario. Son nom fut emprunté de la ville d'Arnprior (en) en Écosse.
La ville est située au confluent des rivières Madawaska et des Outaouais.
La ville est un petit centre industriel spécialisé dans les textiles, plastiques et produits pharmaceutiques. Traversée par la route Transcanadienne, Arnprior possède également un carrefour ferroviaire.

## Démographie
| 2001  | 2006  | 2011  | 2016  |
| ----- | ----- | ----- | ----- |
| 7 192 | 7 158 | 8 114 | 8 795 |